# Olympische Sommerspiele 1972/Teilnehmer (Nepal)
| Gelbes Symbol für Goldmedaillen mit stilisierten Olympischen Ringen | Graues Symbol für Silbermedaillen mit stilisierten Olympischen Ringen | Braundes Symbol für Bronzemedaillen mit stilisierten Olympischen Ringen |
| ------------------------------------------------------------------- | --------------------------------------------------------------------- | ----------------------------------------------------------------------- |
| —                                                                   | —                                                                     | —                                                                       |

Nepal nahm an den Olympischen Sommerspielen 1972 in München mit einer Delegation von zwei Sportlern teil.

## Teilnehmer nach Sportarten

### Leichtathletik
- Bahktra Bahadur Jit
Marathon: 60. Platz

- Bhakta Bahadur Sapkota
Marathon: DNF